# Chemerivtsi (huyện)
Huyện Chemerivtsi (tiếng Ukraina: Чемеровецький район, chuyển tự: Chemerivtsis'kyi raion) là một huyện của tỉnh Khmelnytskyi thuộc Ukraina. Huyện Chemerivtsi có diện tích 928 km², dân số theo điều tra dân số ngày 5 tháng 12 năm 2001 là 50949 người với mật độ 55 người/km2. Trung tâm huyện nằm ở Chemerivtsi.